# British Home Championship 1908
British Home Championship 1908 – dwudziesta czwarta edycją turnieju piłki nożnej między reprezentacjami z Wielkiej Brytanii. Tytułu broniła Walia, jednak straciła go na rzecz Anglii i Szkocji, na domiar złego przegrywając wszystkie mecze. Królami strzelców turnieju zostali George Hilsdon, Vivian Woodward i James Quinn.

## Turniej
| 15 lutego 1908 | Irlandia · Hannon | 1 : 3 | Anglia · Hilsdon · Woodward | Solitude Ground, Belfast |
|                |                   |       |                             |                          |

| 7 marca 1908 | Szkocja · Lennie · Bennett | 2 : 1 | Walia · Jones | Dens Park, Dundee |
|              |                            |       |               |                   |

| 14 marca 1908 | Irlandia | 0 : 5 | Szkocja · Quinn · Galt | Dalymount Park, Dublin |
|               |          |       |                        |                        |

| 16 marca 1908 | Walia · Davies | 1 : 7 | Anglia · Woodward · Hilsdon · Windridge · Wedlock | Racecourse Ground, Wrexham |
|               |                |       |                                                   |                            |

| 4 kwietnia 1908 | Szkocja · Wilson | 1 : 1 | Anglia · Windridge | Hampden Park, Glasgow |
|                 |                  |       |                    |                       |

| 11 kwietnia 1908 | Walia | 0 : 1 | Irlandia · Sloan | Athletic Ground, Aberdare |
|                  |       |       |                  |                           |

## Tabela
| Msc. | Zespół   | M | W | R | P | Pkt+ | Pkt- | Pkt |
| ---- | -------- | - | - | - | - | ---- | ---- | --- |
| 1    | Anglia   | 3 | 2 | 1 | 0 | 11   | 3    | 5   |
| 1    | Szkocja  | 3 | 2 | 1 | 0 | 8    | 2    | 5   |
| 3    | Irlandia | 3 | 1 | 0 | 2 | 2    | 8    | 2   |
| 4    | Walia    | 3 | 0 | 0 | 3 | 2    | 10   | 0   |

## Strzelcy
4 gole
- George Hilsdon
- Vivian Woodward
- Jimmy Quinn

2 gole
- Jimmy Windridge

1 gol
- Denis Hannon
- Willie Lennie
- Alexander Bennett
- Lot Jones
- James Galt
- Billy Davies
- William Weddlock
- Harold Sloan
- Andrew Wilson